# مايك كامبل (لاعب كرة قدم أمريكية)
مايك كامبل (بالإنجليزية: Mike Campbell)‏ هو لاعب كرة قدم أمريكية أمريكي، ولد في 9 مايو 1922، وتوفي في 16 يونيو 1998.